# مولفورد بیتمن فاستر
مولفورد بیتمن فاستر (انگلیسی: Mulford B. Foster; ۲۵ دسامبر ۱۸۸۸ – ۲۸ اوت ۱۹۷۸) دانشمند در زمینه باغبانی علمی، نویسنده، معمار، هنرمند و فیلسوف اهل ایالات متحده آمریکا بود.